# میلفورد (کانزاس)
میلفورد (به انگلیسی: Milford) شهری در ایالت کانزاس کشور ایالات متحده آمریکا است که جمعیت آن در سرشماری سال ۲۰۱۰ میلادی، ۵۳۰ نفر بوده‌است.